# Acropyga butteli
Acropyga butteli är en myrart som beskrevs av Auguste-Henri Forel 1912. Acropyga butteli ingår i släktet Acropyga och familjen myror. Inga underarter finns listade i Catalogue of Life.